# Fjällsnabblöpare
Fjällsnabblöpare (Thanatus arcticus) är en spindelart som beskrevs av Tord Tamerlan Teodor Thorell 1872. Fjällsnabblöpare ingår i släktet Thanatus och familjen snabblöparspindlar. Arten är reproducerande i Sverige. Inga underarter finns listade i Catalogue of Life.